# Baradée
La Baradée est une rivière du Sud-Ouest de la France, c'est un affluent de la Guiroue sous-affluent de la Garonne par la Baïse, la Gélise et l'Osse.

## Géographie
De 12,6 km de longueur, la Baradée prend sa source sur la commune de Saint-Christaud dans le département du Gers et se jette dans la Guiroue sur la commune de Castelnau-d'Anglès.

### Départements et communes traversés
- Gers : Saint-Christaud, Bars, Pouylebon, Bassoues, Montesquiou, Castelnau-d'Anglès.

## Principaux affluents
- Ruisseau de Latrape : 2,1 km
- Ruisseau du Bois : 3 km
- Ruisseau de la Herrère : 1,3 km